# بيوده

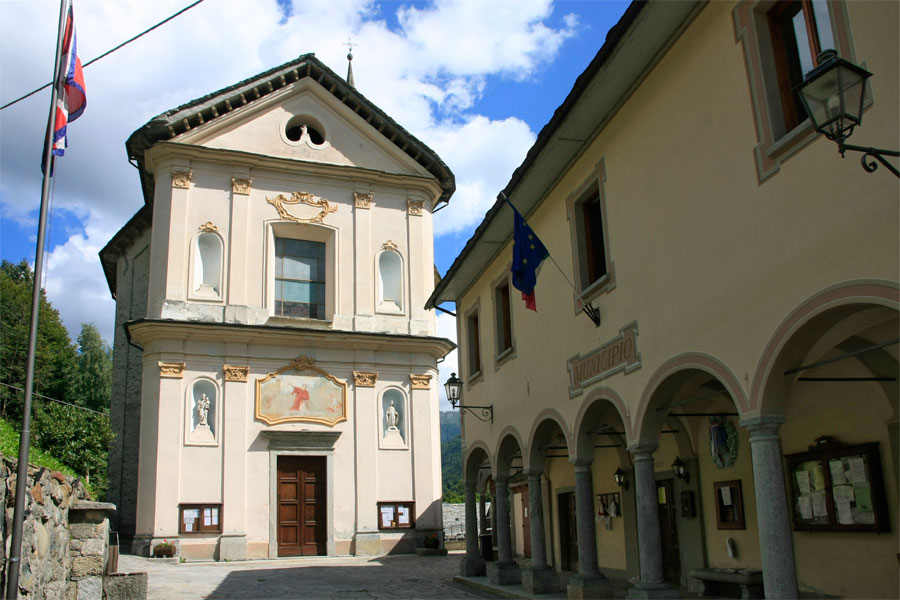
صورة للكنيسة الأبرشية ومبنى البلدية

بيوده هي بلدية في مقاطعة فرشيلي التابعة لإقليم بييمونتي الإيطالي، تقع على بعد حوالي 80 كيلومتر (50 ميل) إلى الشمال الشرقي من مدينة تورينو وحوالي 60 كيلومتر (37 ميل) إلى الشمال الغربي من فيرتشيلي.
اسم "Piode" يشير إلى العديد من المحاجر المحلية لاستخراج الألواح الحجرية المعروفة باسم piodi والتي تستخدم تقليديا لكسوة أسطح المنازل و(البيات).
تقع بيوده على حدود البلديات التالية: كامبرتونو، بيتينيو، بيلا، راسا، سكوبيلو.